# Amsterdam Sinfonietta
Amsterdam Sinfonietta is een Nederlands strijkorkest met als thuisbasis Amsterdam. Het ensemble werd opgericht in 1988 onder de naam Nieuw Sinfonietta Amsterdam door een groep jonge musici. Sinds 2003 staat het onder leiding van concertmeester en tevens artistiek leider Candida Thompson, maar er wordt opgetreden zonder dirigent.

## Historie
Gedurende de eerste jaren na de oprichting stond het ensemble onder leiding van dirigent en artistiek leider Lev Markiz. Hij liet het ensemble kennismaken met moderne Russische componisten Alfred Schnittke, Dmitri Sjostakovitsj en Edison Denisov. Ook speelde het ensemble nieuwe stukken (wereldpremières) van Nederlandse en buitenlandse componisten.
Vanaf 1998 werd Peter Oundjian artistiek leider, voormalig eerste violist van het Tokyo Kwartet. Hij deed zowel projecten met typische werken voor strijkorkest (zoals werken voor dubbel strijkorkest, grote strijkkwartetten, en bijzondere soloconcerten), hij liet het orkest ook klassieke symfonieën spelen. Ook Oundjian dirigeerde nieuwe opdrachtcomposities.
Vanaf het seizoen 2003-2004 is Candida Thompson de artistiek leider. Zij was al concertmeester van het ensemble sinds 1995. Het orkest werkt sinds haar aantreden zonder dirigent, en dus meer vanuit het ensemblespel en een kamermuziek-achtige aanpak, waarvoor het orkest oorspronkelijk ook was opgericht. Onder haar leiding bracht het ensemble meer dan tien cd's uit.
In 2013 won het ensemble de VSCD Klassieke Muziekprijs 'De Ovatie' met hun tournee met singer-songwriter Patrick Watson. De prijs wordt jaarlijks door de Vereniging van Schouwburg- en Concertgebouwdirecties uitgereikt voor de 'meest indrukwekkende prestatie op klassiekemuziekgebied'. In 2019 werd Amsterdam Sinfonietta opnieuw hiervoor genomineerd.

## Bezetting
Het ensemble bestaat uit 22 strijkers: zes eerste violen, zes tweede violen, vier altviolen, vier celli, twee contrabassen. Wanneer het repertoire erom vraagt, wordt het orkest uitgebreid met bijvoorbeeld hout- en koperblazers, percussie, etc.

### Repertoire
Het repertoire van Amsterdam Sinfonietta is breed, van barokmuziek tot hedendaagse muziek. Het ensemble treedt soms op met gastspelers (bijvoorbeeld blazers) in kamerorkestbezetting en ook speelt het regelmatig niet-klassieke muziek. De Amsterdam Sinfonietta speelt vaak bewerkingen. Zo wordt veel kamermuziek gespeeld in meervoudige bezetting. Omgekeerd wordt symfonische muziek vaak bewerkt voor kleiner ensemble.
Het ensemble brengt regelmatig wereldpremières en schrijft opdrachtwerken uit. Amsterdam Sinfonietta speelde premières van onder meer Jörg Widmann, Thomas Larcher, John Zorn, Sofia Goebaidoelina, Bryce Dessner en Michel van der Aa.

### Tournees
Amsterdam Sinfonietta maakte tournees naar onder andere de Verenigde Staten, Duitsland, Italië, Frankrijk, Spanje en de Sovjet-Unie. Het orkest speelde in Zuid-Afrika op uitnodiging van koningin Beatrix in 1996 op een concert voor Nelson Mandela en genodigden. Ze keerden terug in 2001 voor een tweede tournee en workshops aan kinderen. In 2002 speelde het ensemble in de Cité de la Musique in Parijs. In 2011 bracht het ensemble hun tournee 'Liebestod', m.m.v. celliste Sol Gabetta en acteur Jeroen Willems, ten gehore in zes gerenommeerde Europese concertzalen in het kader van de internationale ECHO tournee. De Amsterdam Sinfonietta speelde onder meer in Barbican Hall (Londen), The National Centre of Performing Arts (Beijing) en het Konzerthaus (Wenen). In 2017 debuteerde het ensemble in Zuid-Amerika, met een tournee door Colombia, Argentinië, Mexico en Chili.

### Cd-opnamen
Amsterdam Sinfonietta nam cd's op met muziek van onder anderen Wolfgang Amadeus Mozart, Felix Mendelssohn Bartholdy, Dmitri Sjostakovitsj (waarvan één bekroond met een Edison), Pjotr Iljitsj Tsjaikovski, George Gershwin, Igor Stravinsky, Edison Denisov en Frank Martin (de laatste twee bekroond met een Diapason d'Or). Met het label BIS zijn de complete strijkerssymfonieën en de soloconcerten van Felix Mendelssohn opgenomen. In 2001 werden onder leiding van Peter Oundjian de late strijkkwartetten van Ludwig van Beethoven opgenomen. Sinds 2004 brengt Amsterdam Sinfonietta zelf cd's bij Channel Classics Records uit.

### Gastdirigenten en solisten
Het ensemble stond onder leiding van gastdirigenten als Iona Brown, Thierry Fischer, Valeri Gergiev, Roy Goodman, Christopher Hogwood, Reinbert de Leeuw, Viktor Liberman, Gennadi Rozjdestvenski, Etienne Siebens en Murray Perahia.
Solisten die met het ensemble speelden of zongen zijn onder anderen Olaf Bär, Nobuko Imai, Kim Kashkashian, Gidon Kremer, Yo-Yo Ma, Sabine Meyer, Pekka Kuusisto, Enrico Pace, Viktoria Postnikova, Menahem Pressler, Robert Levin, het Brodsky Quartet, Ilya Grubert, Isaac Stern, Thomas Zehetmair, Anner Bijlsma, Ronald Brautigam, Isabelle van Keulen, Jard van Nes, Bart Schneemann, Pieter Wispelwey, Miranda van Kralingen Thomas Hampson, Barbara Hannigan, Patricia Kopatchinskaja, Alexander Melnikov, Sol Gabetta, Lucas en Arthur Jussen, Janine Jansen, Lavinia Meijer, Thomas Oliemans en Mahsa Vahdat.

### Bijzondere projecten
Amsterdam Sinfonietta werkte mee aan de 'Carte Blanche'-concerten in het Amsterdamse Concertgebouw: in 1995 voor Reinbert de Leeuw (in Gruppen van Karlheinz Stockhausen), in 1998 voor Thomas Hampson en in 2003 voor Murray Perahia. In 1999 speelde het in Igor Stravinsky's Bijbelse Stukken in een productie van De Nederlandse Opera in de regie van Peter Sellars. 
Het ensemble maakte producties als De dag van... (over de componisten Alfred Schnittke, Bohuslav Martinů en Darius Milhaud) en kinderopera’s met Frank Groothof. Het speelde in een productie van de Nationale Reisopera van Reigen van Philippe Boesmans. In 2000 gaf het ensemble een uitvoering zonder dirigent van liederen uit Des Knaben Wunderhorn met Thomas Hampson tijdens het Vocaal Festival. Tijdens het Holland Festival van 2001 speelde Amsterdam Sinfonietta onder leiding van dirigent Micha Hamel premières van jonge Nederlandse componisten. Jaarlijks organiseert Amsterdam Sinfonietta een nieuwjaarsconcert met niet-klassieke artiesten als de Houdini's, Trijntje Oosterhuis en Bobby McFerrin. Sinds 2003 vindt jaarlijks het Sinfonietta String Festival plaats. De eerste keer was Gennadi Rozjdestvenski de speciale gast. In 2003-2004 gaf het ensemble eerste uitvoeringen van werk van Geert van Keulen, Peter van Onna en Theo Verbey.
De nieuwjaarstournee 'Breder dan klassiek' is ondertussen ook een begrip in Nederland, waarin het orkest samenwerkt met artiesten die niet direct uit de klassieke muziek komen. Zo werkte Amsterdam Sinfonietta in 2009 samen met Karin Bloemen en 2010 met Wende Snijders. Verder zijn ook De Dijk, Rufus Wainwright, Blaudzun en Typhoon aan bod geweest. In 2020 is singer-songwriter Jonathan Jeremiah te gast.
Vanaf 2017 werkt het ensemble structureel samen met het Conservatorium van Amsterdam. Ieder seizoen krijgen rond de tien Masterstudenten de kans om te repeteren, mee op tournee te gaan met Amsterdam Sinfonietta en zo de werkwijze zonder dirigent te leren kennen.

## Discografie

### Albums
| Album met eventuele hitnotering(en) in de Nederlandse Album Top 100 | Datum van verschijnen | Datum van binnenkomst | Hoogste positie | Aantal weken | Opmerkingen       |
| ------------------------------------------------------------------- | --------------------- | --------------------- | --------------- | ------------ | ----------------- |
| Verstreken verzen                                                   | 23-04-2010            | 01-05-2010            | 42              | 5            | met Karin Bloemen |
| Dijkers & strijkers                                                 | 2014                  | 08-03-2014            | 1(1wk)          | 12           | met De Dijk       |
| Rufus Wainwright & Amsterdam Sinfonietta Live                       | 2021                  | 26-11-2021            |                 |              |                   |